# گالیما موتلانته
گالیما پتروس موتلانته (به انگلیسی: Kgalema Petrus Motlanthe) متولد ۱۹ ژوئیه ۱۹۴۹ از افراد بانفوذ در حزب حاکم کنگره ملی آفریقا و یک متفکر چپ گرا است.
در سال ۱۹۷۶ به جرم همکاری با حزب کنگره ملی آفریقا از سوی دادگاه به ۱۰ سال زندان محکوم شده بود. وی دوران زندان را با نلسون ماندلا گذراند.
وی در سال ۱۹۹۲ به عنوان دبیر کل اتحادیه کارگران معدن انتخاب شد.
وی در سال ۱۹۹۷ به عنوان دبیر کل حزب کنگره ملی انتخاب شده ولی در رقابت با امبکی با جناح رقیب همکاری کرده و به دنبال ریاست جمهوری امبکی دوران فعالیت علیه امبکی را در درون حزب حاکم آغاز نمود.
وی در دسامبر ۲۰۰۷ پس از انتخاب یاکوب زوما به عنوان رئیس حزب حاکم به عنوان معاون در حزب انتخاب شد.
پس از این تحولات آقای امبکی وی را به عنوان وزیر مشاور در کابینه منصوب نمود، تا دوران انتقال قدرت به یاکوب زوما راحت‌تر پشت سر گذاشته شود.
وی در سال ۲۰۰۵ پس از اینکه یاکوب زوما متهم به سوء استفاده‌های مالی و اخلاقی شد، به عنوان یکی از حامیان اصلی وی تمام این اتهامات را رد نمود.
وی از مهر ماه ۱۳۸۷ تا اردیبهشت ۱۳۸۸ (۲۵ سپتامبر ۲۰۰۸ الی ۹ می ۲۰۰۹) ریاست جمهوری آفریقای جنوبی را برعهده داشت. وی در حال حاضر معاون رئیس جمهور است.